# Салча (Олт)
Салча (рум. Salcia) насеље је у Румунији у округу Олт у општини Слатиоара. Oпштина се налази на надморској висини од 110 m.

## Становништво
Према подацима из 2002. године у насељу је живело 364 становника, од којих су сви румунске националности.